# Harry Cochrane
Harry Cochrane (Glasgow, 2001. április 24. –) skót korosztályos válogatott labdarúgó, a Queen of the South játékosa.

## Pályafutása

### Klubcsapatban
A Glasgow Rangers csapatánál kezdte meg a labdarúgó pályafutását, majd 2014-ben csatlakozott a Heart of Midlothian korosztályos csapataihoz. 2017 júniusában írta alá első profi szerződését a klubbal, amely 2020-ig szólt. A következő hónapban mind a négy barátságos mérkőzésén pályára lépett az első csapatban. 2017. szeptember 30-án mutatkozott be a bajnokságban a Dundee csapata ellen, mindössze 16 évesen. Ezzel ő lett az első játékos, aki a Skót labdarúgó-szövetség iskolájában megfordulva lett élvonalbeli játékos. December 17-én megszerezte első felnőtt bajnoki gólját a Celtic ellen, a 25. percben ballal tizenhat méterről szerzett gólt. Ezzel ő lett a klub legfiatalabb gólszerzője. 2018 áprilisában meghosszabbította szerződését 2021-ig. 2019. augusztus 30-án kölcsönbe került egy évre a Dunfermline csapatához. 2020. október 30-án kölcsönbe került az alacsonyabb osztályú Montrose csapatához 2021. május 31-ig. 2021. július 24-én két évre szerződtette a Queen of the South csapata.

### A válogatottban
Többszörös skót korosztályos válogatott játékos.

## Statisztika
2021. február 1-i állapot szerint.
| Klub                | Szezon           | Bajnokság | Bajnokság | Kupa  | Kupa  | Ligakupa | Ligakupa | Nemzetközi | Nemzetközi | Összesen | Összesen |
| Klub                | Szezon           | Mérk.     | Gólok     | Mérk. | Gólok | Mérk.    | Gólok    | Mérk.      | Gólok      | Mérk.    | Gólok    |
| ------------------- | ---------------- | --------- | --------- | ----- | ----- | -------- | -------- | ---------- | ---------- | -------- | -------- |
| Heart of Midlothian | 2017–18          | 22        | 1         | 2     | 0     | 0        | 0        | –          | –          | 24       | 1        |
| Heart of Midlothian | 2018–19          | 8         | 0         | 0     | 0     | 0        | 0        | –          | –          | 8        | 0        |
| Heart of Midlothian | 2019–20          | 0         | 0         | 0     | 0     | 0        | 0        | –          | –          | 0        | 0        |
| Heart of Midlothian | 2020–21          | 0         | 0         | 0     | 0     | 1        | 0        | –          | –          | 1        | 0        |
| Heart of Midlothian | Összesen         | 30        | 1         | 2     | 0     | 1        | 0        | 0          | 0          | 33       | 1        |
| Dunfermline         | 2019–20          | 12        | 0         | 0     | 0     | 0        | 0        | –          | –          | 12       | 0        |
| Dunfermline         | Összesen         | 12        | 0         | 0     | 0     | 0        | 0        | 0          | 0          | 12       | 0        |
| Montrose            | 2020–21          | 9         | 0         | 0     | 0     | 0        | 0        | –          | –          | 9        | 0        |
| Montrose            | Összesen         | 9         | 0         | 0     | 0     | 0        | 0        | 0          | 0          | 9        | 0        |
| Karrier összesen    | Karrier összesen | 51        | 1         | 2     | 1     | 0        | 0        | 0          | 0          | 54       | 1        |